# 1238
| 1238               |
| ------------------ |
| Dødsfald - Fødsler |
| • Begivenheder     |

| Gregoriansk kalender | 1238 MCCXXXVIII         |
| Ab urbe condita      | 1991                    |
| Armensk kalender     | 687 ԹՎ ՈՁԷ              |
| Kinesiske kalender   | 3934 – 3935 丁酉 – 戊戌 |
| Etiopisk kalender    | 1230 – 1231             |
| Jødisk kalender      | 4998 – 4999             |
| Hindukalendere       |                         |
| - Vikram Samvat      | 1293 – 1294             |
| - Shaka Samvat       | 1160 – 1161             |
| - Kali Yuga          | 4339 – 4340             |
| Iransk kalender      | 616 – 617               |
| Islamisk kalender    | 635 – 636               |

Regent i Danmark: Valdemar Sejr 1202-1241 og Erik Plovpenning
Se også 1238 (tal)

## Begivenheder
- Mongolerne indtager Moskva
- 7. juni - Stensby-aftalen mellem Valdemar Sejr og Den Tyske Orden om deling af Estland